# Municipi Falcón
Falcón és un dels 25 municipis que integren l'Estat Falcón, Veneçuela dins d'ell hi ha el cap San Román, punt més septentrional del territori continental de Veneçuela. Està situat al nord-est de la Península de Paraguaná, ocupa una àrea de 1.577 km² i té una població de 54.230 habitants (cens 2013). La seva capital és Pueblo Nuevo.

## Reserva biològica de Montecano
La reserva biològica Montecano ubicada a San José de Cocodite, Península de Paraguaná, a l'estat Falcón, Veneçuela, és una àrea amb 1600 hectàrees d'extensió en les que es preserven espècies animals i vegetals característiques de Paraguaná. El nom de la reserva es deu a una planta existent al lloc anomenada Tillandsia usneoides, la mateixa és pròpia de llocs humits sent abundant el seu creixement a la reserva. L'any 2009 es va inaugurar dins de la reserva l'Escola de Formació Ambiental i Eco-turística “Esteban Cuauro”.

## Alcaldes
| Període       | Alcalde         | Partit polític / Aliança | % de vots | Notes |
| ------------- | --------------- | ------------------------ | --------- | --- |
| 989-1992 1992 | Lesme Pérez     | COPEI                    | 52,72     | Primer alcalde sota eleccions directes |
| 1992-1995     | Lesme Pérez     | COPEI                    | 51,23     | Reelegit |
| 1995-2000     | Napoleón Diaz   | AD                       | -         | Segon alcalde sota eleccions directes (es van celebrar eleccions generals avançades el 2000 a causa de l'aprovació de la Constitució de 1999) |
| 2000-2004     | Harold Dávila   | COPEI                    | 48,44     | Tercer alcalde sota eleccions directes |
| 2004 - 2008   | Amèrica Parra   | MVR                      | 53,62     | Quart alcalde sota eleccions directes |
| 2008 - 2013   | Américo Parra   | PSUV                     | 58,80     | Reelegit (es posterguen 1 any les eleccions municipals pautades per a finals del 2012)                                                        |
| 2013 - 2017   | Freddys Romero  | PSUV                     | 49,66     | Cinquè alcalde sota eleccions directes |
| 2017 - 2021   | Vileivys Garcia | PSUV                     | 80,90     | Sisè alcalde sota eleccions directes |
| 2021 - 2025   | Harold Dávila   | MUD                      | 46,74     | Setè alcalde sota eleccions directes |

## Consell municipal
Període 1989-1992
| Regidors              | Partit polític / aliança |
| --------------------- | ------------------------ |
| Guillermo Arias Gómez | COPEI                    |
| Adelis José Martínez  | COPEI                    |
| Pedro Antonio Peña    | COPEI                    |
| Cosme Vinicio Huerta  | COPEI                    |
| Luis Chica Hidalgo    | AD                       |
| Maria Gotopo          | AD                       |
| Edny Camacho          | AD                       |

Període 1992-1995
| Regidors           | Partit polític / aliança |
| ------------------ | ------------------------ |
| Guillermo Arias    | COPEI                    |
| Jorge Hernández    | COPEI                    |
| Juan Carlos Acacio | COPEI                    |
| Pedro Peña         | COPEI                    |
| Napoleón Díaz      | AD                       |
| Henry Flores       | AD                       |
| Ana de Lorigñan    | AD                       |

Període 1995-2000
| Regidors          | Partit polític / aliança |
| ----------------- | ------------------------ |
| Geronimo Castró   | AD                       |
| Felix Marín       | AD                       |
| Narquis Ramírez   | AD                       |
| Harold Davila     | COPEI                    |
| Moraima Romero    | COPEI                    |
| Orlando Bret      | COPEI                    |
| Elvigio Rodríguez | MÉS                      |

Període 2013 - 2018
| Regidors         | Partit polític / aliança |
| ---------------- | ------------------------ |
| Vileivys García  | PSUV                     |
| Marcs González   | PSUV                     |
| Pedro Fernández  | PSUV                     |
| Elis Aular       | PSUV                     |
| Ovelio Otacho    | PSUV                     |
| Rafael Calatatud | PSUV                     |
| Modesto Yagua    | MUD                      |

Període 2018 - 2021
| Regidors            | Partit polític / Aliança |
| ------------------- | ------------------------ |
| Indira Salas        | PSUV                     |
| Jennifer Bencomo    | PSUV                     |
| Edeny Rodríguez     | PSUV                     |
| Andres Valles       | PSUV                     |
| Jennifer Peña       | PSUV                     |
| Marcs González      | PSUV                     |
| Hilaria Carrasquero | PSUV                     |

Període 2021 - 2025
| Regidors        | Partit polític / Aliança |
| --------------- | ------------------------ |
| Jesús Pimentel  | MUD                      |
| Jennys Atacho   | MUD                      |
| Rebeca Díaz     | MUD                      |
| José Alvarado   | MUD                      |
| Mariana Primera | PSUV                     |
| Óscar García    | PSUV                     |
| Wilmen Valles   | PSUV                     |